# Casino – No Limit
Casino – No Limit ist ein französischer High-Budget-Pornofilm des Regisseurs Hervé Bodilis aus dem Jahr 2008. Er wurde von Marc Dorcel mit einem Budget von 210.000 Euro produziert.

## Handlung
Nacho Vidal spielt den Organisator eines „No Limit“-Spiels, bei dem die Spieler um einen sehr hohen Einsatz spielen und bei dem alles gesetzt werden kann. Teilnehmer sind ein ehemaliger Kriegsverbrecher (Horst Baron), ein reicher Serbe sowie Nacho selbst. Die weibliche Hauptrolle wird von Mélissa Lauren übernommen, die mit ihrer Assistentin Yasmine und deren Ehemann an dem Spiel teilnimmt, um Rache zu nehmen. Das Spiel wird auf Bitten von Horst (gespielt von Horst Baron) mit seiner Assistentin Nina Roberts vorbereitet.

## Auszeichnungen
- 2008: FICEB Award – International Ninfa Award „Best Film“
- 2008: FICEB Award – International Ninfa Award „Best Director (Hervé Bodilis)“
- 2008: FICEB Award – International Ninfa Award „Best Actress (Nina Roberts)“
- 2008: Eroticline Award – Best European Film
- 2008: Eroticline Award – Best High Budget Film

## Wissenswertes
- In diesem Film sind die beiden Exklusivdarstellerinnen Melissa Lauren und Yasmine zum ersten Mal gemeinsam vor der Kamera zu sehen.
- Gedreht wurde in Ibiza, Paris und in Budapest.